# Shuruppak

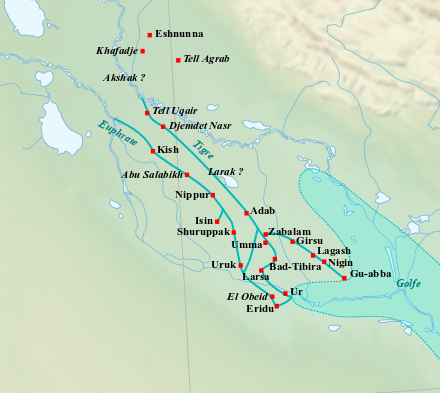
Localisation de Shuruppak et des sites principaux de Mésopotamie méridionale du

Shuruppak (écrit aussi Šuruppak ou Curuppag) est une ancienne ville sumérienne située en Mésopotamie, dont la principale phase d'occupation correspond au IIIe millénaire av. J.-C. Le site de la cité se trouve à 175 kilomètres au sud-est de Bagdad, sur le site de Tell Fara. Le site archéologique couvre environ 225 hectares, mais la ville lors de son extension maximale a sans doute couvert au maximum une centaine d'hectares.
La ville de Shuruppak était consacrée à Ninlil, la déesse du blé et de l'air. Le roi sumérien semi-légendaire Uta-Napishtim, parfois considéré comme l'homologue de Noé dans la mythologie mésopotamienne, y aurait vécu. La tradition babylonienne y place aussi son héros Atrahasis, équivalent d'Uta-Napishtim.

## Fouilles
Le site de Fara a été repéré par l'explorateur britannique W. K. Loftus en 1850, puis par W. H. Ward en 1885 et l'archéologue allemand H. Hilprecht en 1900. 
Les fouilles régulières sur le site ont débuté en 1902 à l'initiative de la Deutsche Orient-Gesellschaft (DOG) récemment fondée. Celle-ci est dirigée par Robert Koldewey qui opère depuis Babylone et dépêche des missions temporaires sur d'autres site, dont Fara, où se rendent Ernst Heinrich et Walter Andrae. Ces fouilles durent neuf mois, employant environ 200 hommes, chargés de creuser une vingtaine de tranchées, permettant de localiser plusieurs bâtiments identifiés comme des résidences, des maisons organisées autour de cours selon le modèle le plus répandu en Mésopotamie antique. Les résultats des fouilles sont publiés en 1931. 
Le site est à nouveau fouillé en 1931 sous la direction d'Erich Schmidt, pour le compte de l'Université de Pennsylvanie, durant 3 mois. Il explore plusieurs résidences, ainsi que des silos. Les résultats de ces fouilles sont repris par Harriet Martin à partir de 1968, qui conduit également une exploration de surface sur le site afin de repérer les lieux de découverte et de mieux déterminer les phases d'occupation.

## Périodes d'occupation
Bien que retenue par la tradition sumérienne comme étant une des villes ayant eu la royauté dans les temps antédiluviens, Shuruppak ne semble pas avoir été une ville ancienne. Le site de Fara s'est surtout développé au IIIe millénaire av. J.-C. Un sondage effectué lors des fouilles de l'Université de Pennsylvanie a permis d'identifier une occupation remontant à l'époque de Djemdet Nasr, v. 3000-2900 av. J.-C. La ville connaît un développement marqué dans les siècles suivants, au début de la période des dynasties archaïques (DA), durant la phase I (v. 2900-2750 av. J.-C.). Durant la phase DA IIIA (v. 2600-2500 av. J.-C.), la ville couvre une centaine d'hectares, ce qui correspond à son extension maximale. C'est par ailleurs la période la plus connue par les sources épigraphiques. Le site est encore occupé durant les époques suivantes, celle d'Akkad (v. 2350-2150 av. J.-C.) et d'Ur III (v. 2120-2004 av. J.-C.) durant lesquelles Shuruppak est une bourgade provinciale, déclinante. Elle est encore occupée à la période d'Isin-Larsa (v. 2004-1750 av. J.-C.), sans doute sur une surface réduite. Le site est abandonné par la suite, et ne semble connaître qu'une occupation ponctuelle au XVIIIe siècle av. J.-C..

## Une cité archaïque importante
Si elle n'a pas compté parmi les principales cités sumériennes dans la tradition postérieure, au même titre que Ur, Uruk et Nippur, Shuruppak n'en a pas moins été une cité importante. La Liste royale sumérienne la considère comme une des premières cités à avoir exercé la royauté durant les premiers temps, juste avant le Déluge. C'est un certain Ubara-Tutu qui aurait alors exercé la royauté, et régné quelque 18 600 ans. Son successeur Ziusudra est le personnage principal du récit sumérien du Déluge. Un autre texte littéraire sumérien de premier plan, les Instructions de Shuruppak, se présente comme une collection de conseils de sagesse dispensés par un personnage appelé Shuruppak, comme la ville, présenté comme le fils d'Ubara-tutu et le père de Ziusudra. 
Dans le domaine religieux, Shuruppak est la cité tutélaire de la déesse Sud, qui fut assimilée à la déesse Ninlil, épouse du grand dieu Enlil. On y trouvait son temple, appelé é-dim-gal-an-na (« Maison, grand lien du Ciel »). Des hymnes indiquent par ailleurs que la déesse Inanna/Ishtar disposait d'un temple important dans cette ville, appelé é-nìgin-gar-ra « (Maison, chambre établie »).

## Les sources textuelles

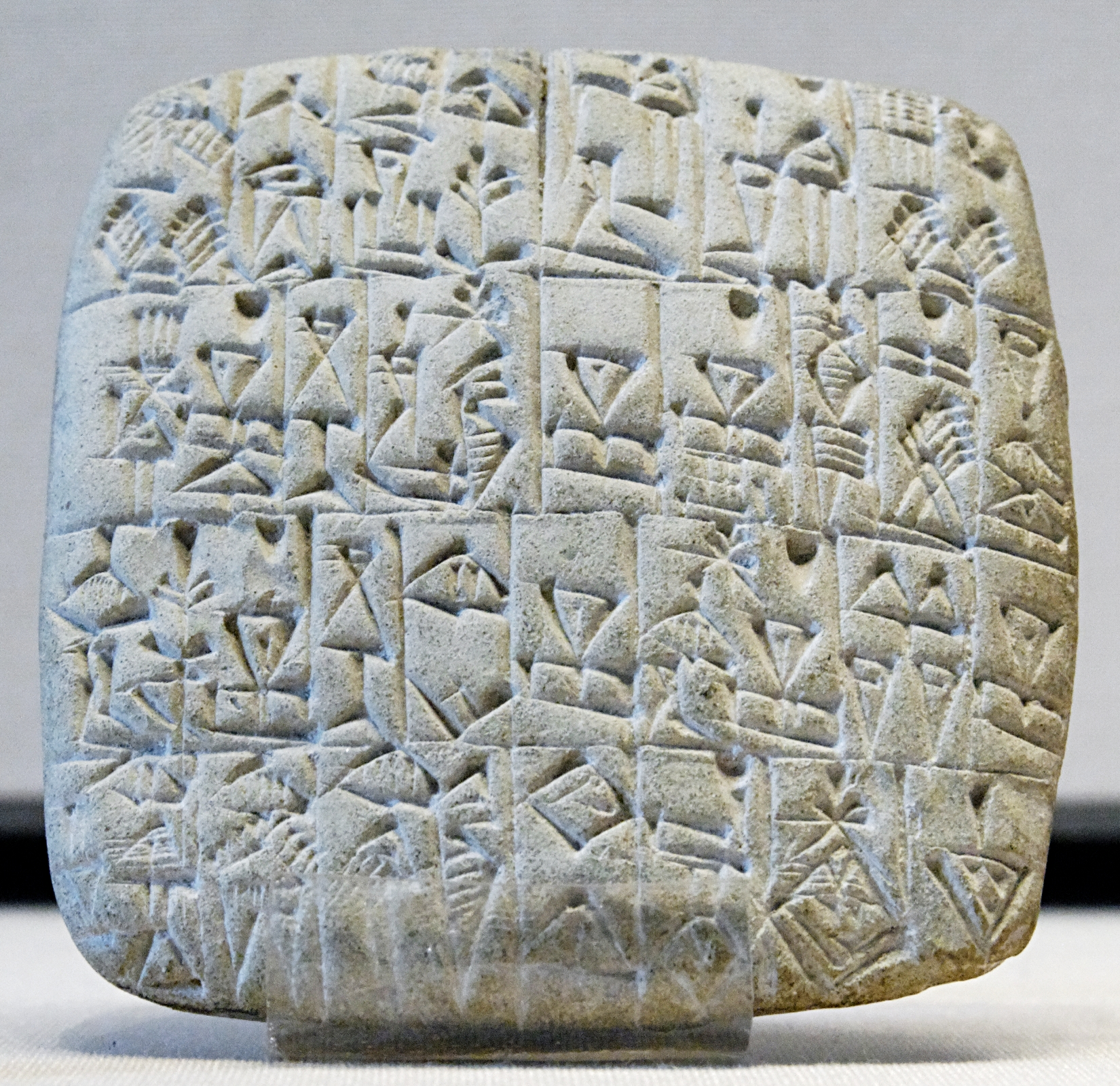
Acte de vente d'un esclave et d'une maison, Fara/Shuruppak, DA III A, musée du Louvre.

Environ 800 tablettes d'argile et 1 300 empreintes de sceaux (servant surtout pour sceller des portes), datant essentiellement de la période DA IIIA (v. 2600-2500 av. J.-C.), ont été mises au jour lors des premières fouilles de Fara et de fouilles clandestines, faisant de ce site l'un des mieux documentés pour cette période reculée. En particulier, la diversité des sources épigraphiques (textes administratifs, privés, scolaires, religieux) est remarquable, témoignant d'une diversification des usages de l'écriture. Les lots de tablettes proviennent de différentes résidences (une vingtaine de lieux de trouvailles), en particulier la « Maison aux tablettes » (tranchée XVh).
Les textes de Shuruppak ne livrent pas d'informations claires sur la situation politique de la ville. Aucun roi local n'est attesté avec certitude dans les archives, et il semblerait que la cité ait été placée dans la mouvance de la principale puissance politique de la partie septentrionale du Sud mésopotamie, Kish ; le « roi » (lugal) mentionné dans les textes pourrait donc être celui de cette cité. F. Pomponio et G. Visicato ont identifié dans les textes et les sceaux de Fara une forme d'organisation politique qu'ils ont qualifié d'« hexapole », une alliance économique et militaire (une sorte d'amphictyonie) impliquant Shuruppak et les autres principales cités sumériennes (Adab, Lagash, Nippur, Umma, Uruk) et sans doute Kish. Cette institution contrôlerait une partie de l'administration de Shuruppak, ou y aurait son administration, et travaillerait en coordination avec les cités partenaires, notamment dans le domaine militaire, puisque les textes font référence à des soldats provenant de plusieurs de ces cités (réunies pour des raisons indéterminées). Ces textes documentent une période limitée dans le temps, trois ans au maximum, et pourraient donc renseigner sur une situation très particulière liée à la domination de Kish sur plusieurs cités de Sumer, gérée depuis Shuruppak. La documentation ne permet cependant pas de confirmer cette hypothèse.
Les lots d'archives les plus importants sont de nature administrative. Ils concernent la gestion de champs (liste de champs, livraison de semence), d'équipes de travailleurs rémunérés par des rations, des offrandes aux temples, enregistrement de mouvements de divers produits (denrées alimentaires, animaux, métaux, bois, etc.). Shuruppak était alors dirigée par un roi, dont le nom n'est pas connu, portant le titre de lugal, qui est peut-être celui de Kish comme vu plus haut, notamment parce que ce titre est plutôt attesté dans cette ville que dans les cités sumériennes. Les dignitaires qui reviennent le plus souvent dans ces documents sont des administrateurs appelés GAR.ensí, dirigés par un personnage appelé GAR.ensí.gal (« Grand GAR.ensí »). Ils s'occupent des « bureaux » administratifs dont les archives ont été mises au jour. Leurs fonctions semblent temporaires, puisque les textes mentionnent des « tours » ou « rotations » (bala) effectuées par ces dignitaires. Les institutions encadrant la société et l'économie, sans doute dans le cadre plus vaste de l'hexapole évoquée plus haut, qui apparaissent dans ces textes sont le Palais (é-gal) et la « Maison de la Ville » (é-uru), cette dernière institution étant une spécificité de Shuruppak pour cette période. À la différence des autres cités sumériennes connues pour la période archaïque, aucun temple n'apparaît dans ces archives en tant qu'institution majeure de la ville. 
Ces institutions encadraient leurs travailleurs, notamment des corvéables, qui étaient organisés en équipes dirigées par des chefs. Cette organisation renvoie du reste à celle de l'armée, qui apparaît dans des documents relatifs à des opérations militaires, puisque les travailleurs comme les soldats sont désignés comme des « corvéables » (guruš). Le royaume de Shuruppak pouvait donc lever des conscrits, mais il disposait apparemment aussi d'une forme d'armée permanente, organisée autour d'un régiment d'environ 700 hommes, divisé en bataillons de 60 ou 100 soldats dirigés par un capitaine (nu-banda), eux-mêmes subdivisés en unités d'une dizaine d'hommes dirigées par des officiers (ugula-nam-10, « chef d'une dizaine »).
On a par ailleurs identifié dans la partie nord du site de Fara, lors des fouilles allemandes, une trentaine de silos à grains d'une capacité moyenne de 100 m3 qui devaient être gérés par les institutions évoquées ci-dessus. Ils apparaissent dans les textes sous le nom de ganum. Plusieurs documents administratifs indiquent que l'orge qui y était stockée était distribuée sous forme de rations aux travailleurs dépendants des institutions, notamment les équipes d’agriculteurs, suivant la pratique habituelle en Mésopotamie antique. On a pu estimer que l'ensemble de ces silos, s'ils étaient remplis complètement, pouvaient contenir de quoi fournir des rations à 20 000 personnes pendants six mois. Il est cependant vraisemblable que ces installations n'aient eu vocation à servir que périodiquement.
La cinquantaine de textes « privés » retrouvée à Shuruppak sont des contrats concernant la vente de champs et de maisons, parfois des esclaves. Il n'est pas clair s'il s'agit de propriétés privées, car il semble que dans bien des cas il s'agisse de sortes de propriétés collectives, indivises. Cette documentation offre en tout cas un aperçu sur l'existence de transactions économiques en dehors du cadre institutionnel.
Les autres documents écrits provenant de Fara sont de nature savante. On trouve d'abord des listes lexicales, caractéristiques du milieu intellectuel mésopotamien, ainsi que des tables numériques servant pour le calcul, des textes de rituels d'exorcisme, et des copies scolaires de textes littéraires.